# Катастрофа DC-10 в Гватемале
Катастрофа DC-10 в Гватемале — авиационная катастрофа, произошедшая утром 21 декабря 1999 года. Авиалайнер McDonnell Douglas DC-10-30 авиакомпании AOM French Airlines (для авиакомпании Cubana)выполнял чартерный рейс CU1216 по маршруту Гавана—Гватемала, но после посадки в пункте назначения выкатился за пределы взлётной полосы аэропорта Гватемалы и рухнул на жилой массив. В катастрофе погибли 18 человек — 16 человек в самолёте из 314 (296 пассажиров и 18 членов экипажа) и 2 человека на земле.

## Самолёт

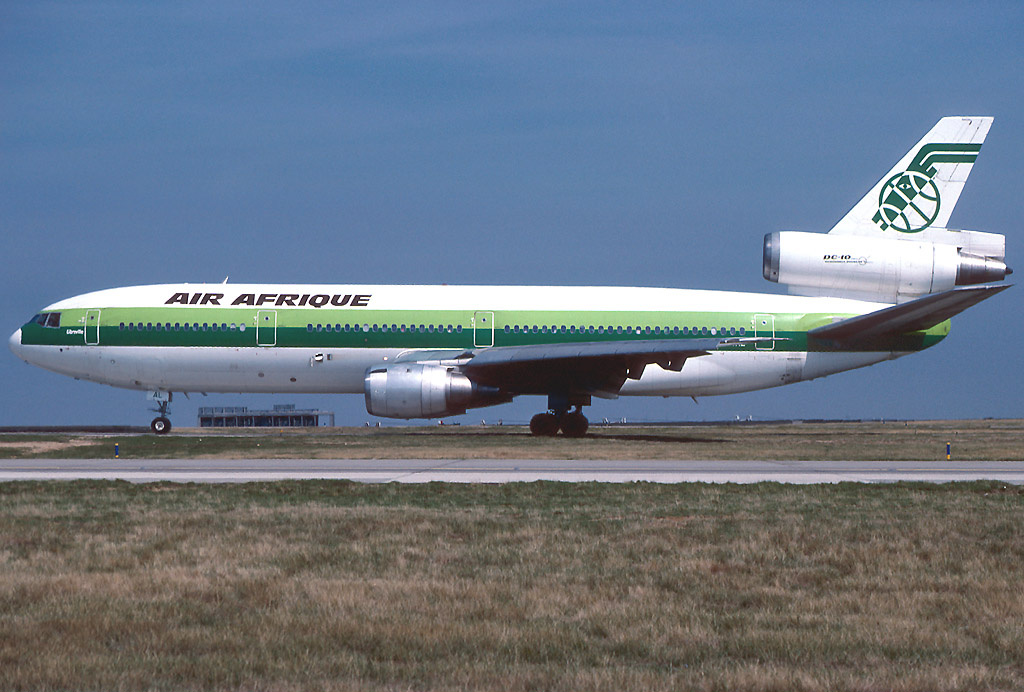
Разбившийся самолёт в 1993 году (в период эксплуатации в Air Afrique)

McDonnell Douglas DC-10-30 (регистрационный номер F-GTDI, заводской 46890, серийный 077) был выпущен в 1973 году (первый полёт совершил 11 февраля); по другим данным, совершил первый полёт 6 декабря 1972 года. 28 февраля 1973 года был передан авиакомпании Air Afrique, в которой получил бортовой номер TU-TAL и имя Libreville; от неё с 6 февраля 1985 года по 13 ноября 1986 года сдавался в лизинг авиакомпании JAT. 24 июля 1987 года был захвачен в небе над Римом; в результате захвата погиб 1 человек, ещё 30 получили ранения.
5 января 1996 года был куплен авиакомпанией AOM French Airlines и его б/н сменился на F-GTDI. Оснащён тремя турбовентиляторными двигателями General Electric CF6-50C. На день катастрофы 26-летний авиалайнер совершил 27 331 цикл «взлёт-посадка» и налетал 85 760 часов.

## Экипаж
Состав экипажа рейса CU1216 был таким:
- Командир воздушного судна (КВС) — 54-летний Хорхе Толедо (исп. Jorge Toledo). Очень опытный пилот, в авиакомпании Cubana de Aviación проработал 27 лет и 8 месяцев (с 17 апреля 1972 года). Управлял самолётами Ил-14 (вторым пилотом, КВС и КВС-инструктором), Ан-24 (КВС и КВС-инструктором), Ил-18 (вторым пилотом), Cessna 401 (вторым пилотом), Learjet, Falcon 20, Ту-154 (КВС и КВС-инструктором) и Airbus A310. В должности командира McDonnell Douglas DC-10 — с 13 июня 1993 года. Налетал 16 117 часов, 4872 из них на DC-10.
- Второй пилот — 41-летний Сеселио Эрнандес (исп. Cecelio Hernandez). Опытный пилот, в авиакомпании Cubana de Aviación проработал 21 год и 4 месяца (с 3 августа 1978 года). Управлял самолётами Ан-2, Як-18, Ан-26, Ан-24 (вторым пилотом и КВС), Ил-18 (вторым пилотом) и Як-42 (КВС). В должности второго пилота McDonnell Douglas DC-10 — с 9 ноября 1993 года. Налетал 8115 часов, 4156 из них на DC-10.
- Бортинженер — 59-летний Мойзес Борхес (исп. Moises Borges). В авиакомпании Cubana de Aviación проработал 33 года и 6 месяцев (с 4 июня 1966 года). Управлял самолётами Ил-18 (бортинженером и бортинженером-инструктором), Douglas DC-8 и Ил-62 (бортинженером и бортинженером-инструктором). В должности бортинженера McDonnell Douglas DC-10 — с 29 октября 1992 года; 17 февраля 1993 года был повышен до бортинженера-инструктора. Налетал 22 819 часов, 4939 из них на DC-10.

В салоне самолёта работали 15 бортпроводников.

## Катастрофа
Рейс CU1216 был чартерным рейсом, перевозившим гватемальских студентов домой из университетов Кубы. Выполнявший его самолёт McDonnell Douglas DC-10-30 борт F-GTDI, зафрахтованный Cubana de Aviación у авиакомпании AOM French Airlines, вылетел из Гаваны в 07:45 CST; на его борту находились 18 членов экипажа и 296 пассажиров.
В 09:40 CST лайнер приземлился на ВПП № 19 аэропорта Ла-Аурора в Гватемале, но при посадке пилоты не смогли его остановить, и он выкатился за пределы взлётной полосы, скатился вниз по склону и врезался в жилой массив колонии Санта-Фе, разрушив 10 домов. В катастрофе погибли 18 человек — 16 человек на борту самолёта (8 членов экипажа (все 3 пилота и 5 бортпроводников) и 8 пассажиров) и 2 жильца домов; остальные 298 человек на борту самолёта (10 бортпроводников и 288 пассажиров) выжили, но 37 из них (6 бортпроводников и 31 пассажир) и ещё 20 человек на земле получили ранения различной степени тяжести. От столкновения с домами у лайнера полностью разрушилась носовая часть (кабина пилотов и пассажирский салон бизнес-класса) и оторвалось левое крыло вместе с двигателем № 1; впоследствии он был признан не подлежащим восстановлению и был списан.
Среди 8 погибших членов экипажа оказалась стюардесса Джоанна Толедо (исп. Johanna Toledo) — дочь командира экипажа рейса CU1216.

## Расследование
Расследование причин катастрофы рейса CU1216 проводил Отдел по расследованию авиационных происшествий (исп. Sección de Investigación de Accidentes) Главного управления гражданской авиации Гватемалы (исп. Dirección General de Aeronáutica Civil).
Согласно окончательному отчёту расследования, лайнер приземлился слишком далеко после торца ВПП; кроме того, ВПП № 19 была мокрой из-за шедшего в момент катастрофы дождя. Самолёт не смог вовремя затормозить из-за недостаточного коэффициента сцепления, поскольку интерцепторы были опущены и заблокированы пилотами, в то время как параметрический самописец зафиксировал, что они были выпущены. Причина этого несоответствия так и не была установлена.